# Runestenen fra Kingittorsuaq
Runestenen fra Kingittorsuaq (gammel staveform: Kingigtorssuaq) er et ca. 10 cm langt stykke glimmerskifer, som blev fundet på øen Kingittorsuaq, der ligger i Nordvestgrønland.

## Beskrivelse
Kingittorsuaq-stenen blev fundet i 1824 i en gruppe af tre varder, der dannede en ligebenet trekant på toppen af bjerget på den lille ø Kingittorsuaq, der ligger i det sydlige Upernavik. Stenen befinder sig nu på Nationalmuseet i København.
Stenen er dateret til Middelalderen. The Catholic Encyclopedia (en: Den katolske encyklopædi, et værk der udgives i USA i starten af det 20. århundrede) angiver datoen til at være 25. april 1135. William Thalbitzer daterer stenen til år 1314 via pentadiske tal. Andre har dateret stenen til mellem 1250 og 1333.
Den sidste del af runeskriften er ikke gengivet, da det tilsyneladende er en gruppe af meningsløse tegn, som af nogle menes at være en hemmelig besked.

## Oversættelse af runeteksten til det latinske alfabet
÷ el=likr * sikuaþs : so=n:r * ok * baan=ne : torta=r son : ¶ ÷ ok enriþi * os son : laukardak*in : fyrir * gakndag ¶ hloþu * ua=rda te * ok rydu : ??????
Direkte oversættelse til oldnordisk:
Erlingur Sigvaðs sonur og baarne Þorðarson og enriði ás son , laugardagin fyrir gakndag hloðu varða thessa og ryðu..
Direkte oversættelse til Engelsk:
Erlingur the son of Sigvaths and Baarne Thordars son and Enriði Ás son, Washingday (Saturday) before Rogation Day, raised this mound and rode...
Direkte oversættelse til dansk: 
Erling, søn af Sigvath og Baarne Thordars søn og Enriði Ás søn, lørdag før gangdag rejste denne sten og red...